# Multikulturhaus
Das Multikulturhaus in Neu-Ulm war eine vom Multikulturhaus Ulm e. V. getragene Einrichtung.
Der Verein wurde am 28. Dezember 2005 vom Bayerischen Staatsministerium des Innern verboten und das Multikulturhaus geschlossen. Das Gebäude wurde ab 2019 von der Stadt Neu-Ulm saniert und im Anschluss als Obdachlosenasyl genutzt.

## Islamistischer Knotenpunkt
Das Multikulturhaus erlangte internationale Aufmerksamkeit als Knotenpunkt islamistischer Aktivitäten und Drehscheibe hochrangiger Terroristen in Deutschland. Im Multikulturhaus verkehrten unter anderem Reda Seyam und Yehia Yousif.

„Bei den Durchsuchungs- und Beschlagnahmeaktionen hat sich das Multikulturhaus in Neu-Ulm als wahrer Hort des islamistischen Extremismus herausgestellt. Aus den Vereinsräumen ist lastwagenweise belastendes Material abtransportiert worden, das belegt, dass Aktivisten im Multikulturhaus systematisch gegen unsere verfassungsmäßige Ordnung und gegen den Gedanken der Völkerverständigung agitiert haben. Die Tätigkeit des Multikulturhauses hat sich in ganz extremer Weise gegen das friedliche Zusammenleben von Deutschen und Ausländern und von verschiedenen Ausländergruppen in der Bundesrepublik Deutschland sowie die öffentliche Sicherheit und Ordnung gerichtet“

In der Bibliothek des Multikulturhauses lagen Schriften aus, die Christen und Juden als Feinde präsentieren, „die hingerichtet werden müssen, wenn sie nicht bereuen und zum Islam konvertieren“. In dem Material wird offen für den Dschihad geworben und die Bedeutung des Dschihad erläutert: „Die spezielle Bedeutung von Djihad bedeutet: Die Ungläubigen töten, nachdem sie den Aufruf zum Übertritt zum Islam empfangen haben und mit seiner wahren Bedeutung bekannt gemacht worden sind“. An anderer Stelle heißt es: „… sollten sich die Nicht-Muslime weigern dem Beispiel der Gläubigen zu folgen, bestehe die Pflicht, sie zu töten“.
Im Multikulturhaus wurde intensiv für den radikalen Islam geworben und Jugendliche zum Islam bekehrt. In dem Buch Die Kinder des Dschihad ist dem Multikulturhaus ein ganzes Kapitel gewidmet.
Über dem vor dem Haus angebrachten Schriftzug „Multikulturhaus“ stand der Schriftzug „Mekka“ in arabischer Schrift.

## Vereinsverbot
Am 28. Dezember 2005 wurde der Verein vom Bayerischen Staatsministerium des Innern verboten und das Multikulturhaus geschlossen. Seitdem steht das Gebäude leer. In den angrenzenden Gebäudeanlagen ist ein Bordell untergebracht.
Das Islamische Informationszentrum Ulm bot Ersatzstrukturen für das verbotene Multikulturhaus.
Anfang 2017 berichteten die Medien über Pläne der Stadt Neu-Ulm, das Gebäude des ehemaligen Multikulturhauses zu einem Obdachlosenasyl umzubauen.

## Besucher des Multikulturhauses
Immer wieder gab es Berichte über Terroristen bzw. terrorverdächtige Besucher des Multi-Kultur-Hauses:
- Reda Seyam[7]
- Mamdouh Mahmud Salim, Osama bin Ladens Finanzchef,[8]
- Mohammed Atta, einer der Todespiloten von New York,[8]
- Said Bahaji, Cheflogistiker der Terroranschläge am 11. September 2001.[8]
- Fritz Gelowicz,[9] der am 4. September 2007 unter Terrorverdacht festgenommen wurde, ging dort häufig ein und aus.[10][11]

Auch das CIA-Opfer Khaled al-Masri hat das Haus wohl besucht.